# Big Dig

Il sistema autostradale di Boston prima e dopo il Central Artery/Tunnel Project

Big Dig (o Grande Scavo in italiano) è il nome non ufficiale dell'Arteria Centrale/Progetto di Tunnel (Central Artery/Tunnel Project CA/T), un megaprogetto che ha riconvertito l'Interstate 93, la principale autostrada cittadina di Boston, in un tunnel lungo 5,6 km (3,5 miglia) sotto la città.
Il progetto includeva anche la costruzione del tunnel Ted Williams (estendendo l'Interstate 90 all'aeroporto internazionale di Boston), il ponte Leonard P. Zakim Bunker Hill Memorial sul fiume Charles e l'area pedonale di Rose Kennedy nello spazio lasciato libero dalla precedente Interstate 93. Inizialmente, il piano includeva una connessione ferroviaria tra le due principali stazioni cittadine. Il progetto è stato completato il 31 dicembre del 2007.

## Progetto
Il progetto è stato iniziato per decongestionare l'arteria centrale (Interstate 93), che era composta da un ponte sopraelevato a sei corsie che attraversava il centro di Boston.
Nel 1959, la strada lunga 2,4 km (1,5 miglia) era attraversata da circa 75.000 veicoli al giorno, negli anni novanta il numero era salito a 190.000 veicoli al giorno. Un ingorgo di 16 ore era stato previsto per il 2010.
Il Big Dig è stato il più costoso progetto autostradale degli U.S.A., anche se il costo del progetto è stato stimato intorno ai 2,8 miliardi di dollari nel 1985 (considerando l'inflazione circa 6 miliardi di dollari) sono stati spesi oltre 14,6 miliardi di dollari. Un articolo del 17 luglio del 2008 del The Boston Globe iniziava così: "In totale, il progetto costerà altri 7 miliardi di dollari di interessi, portando la spesa totale a 22 miliardi di dollari, secondo una revisione del Globe su centinaia di pagine di documenti. Non sarà pagato prima del 2038." All'inizio del progetto il deputato del Congresso Barney Frank chiese: "Invece di abbassare la strada non costerebbe meno alzare la città?" Il progetto ha subito arresti per problemi legali, escalation dei costi, morti sul lavoro, crepe, accuse di cattiva esecuzione e di utilizzo di materiali economici. Il procuratore generale del Massachusetts sta richiedendo alle ditte che si sono occupate dell'appalto un rimborso di 108 milioni di dollari per lavori scadenti. Il 23 gennaio 2008 è stato riportato che Bechtel/Parsons Brinckerhoff, il consorzio che supervisionava il progetto, avrebbe pagato 407 milioni di dollari per la sua scarsa supervisione delle ditte subappaltanti (alcune delle quali hanno commesso frodi), allo stesso tempo come responsabili principali della morte di un automobilista. In ogni caso, nonostante abbiano ammesso la scarsa supervisione e la negligenza in alcuni insediamenti, potranno, in futuro, partecipare a bandi di gara governativi. Molte compagnie minori si sono accordate nel pagare una somma combinata di circa 51 milioni di dollari.
L'Autorità Autostradale del Massachusetts (MTA), che aveva poca esperienza nella gestione di un'opera della portata e dimensioni del Progetto CA/T, assunse una joint venture di Bechtel/Parsons Brinckerhoff per fornire i disegni preliminari, gestire consulenti progettuali e ditte costruttrici, tracciare costi del progetto e pianificazioni, venire avvisata delle decisioni sul progetto e, in alcuni casi, agire come rappresentante per l'MTA. A volte l'MTA combinava alcuni suoi impiegati con impiegati della Bechtel/Parsons in un'organizzazione integrata del progetto. Questo venne fatto per rendere la gestione più efficiente, ma ciò ostacolava la possibilità da parte dell'MTA di supervisionare la Bechtel/Parsons Brinckerhoff perché erano effettivamente divenuti partner del progetto.
Processi contro Bechtel e altri circa la morte dell'automobilista rimangono pendenti.

## Storia

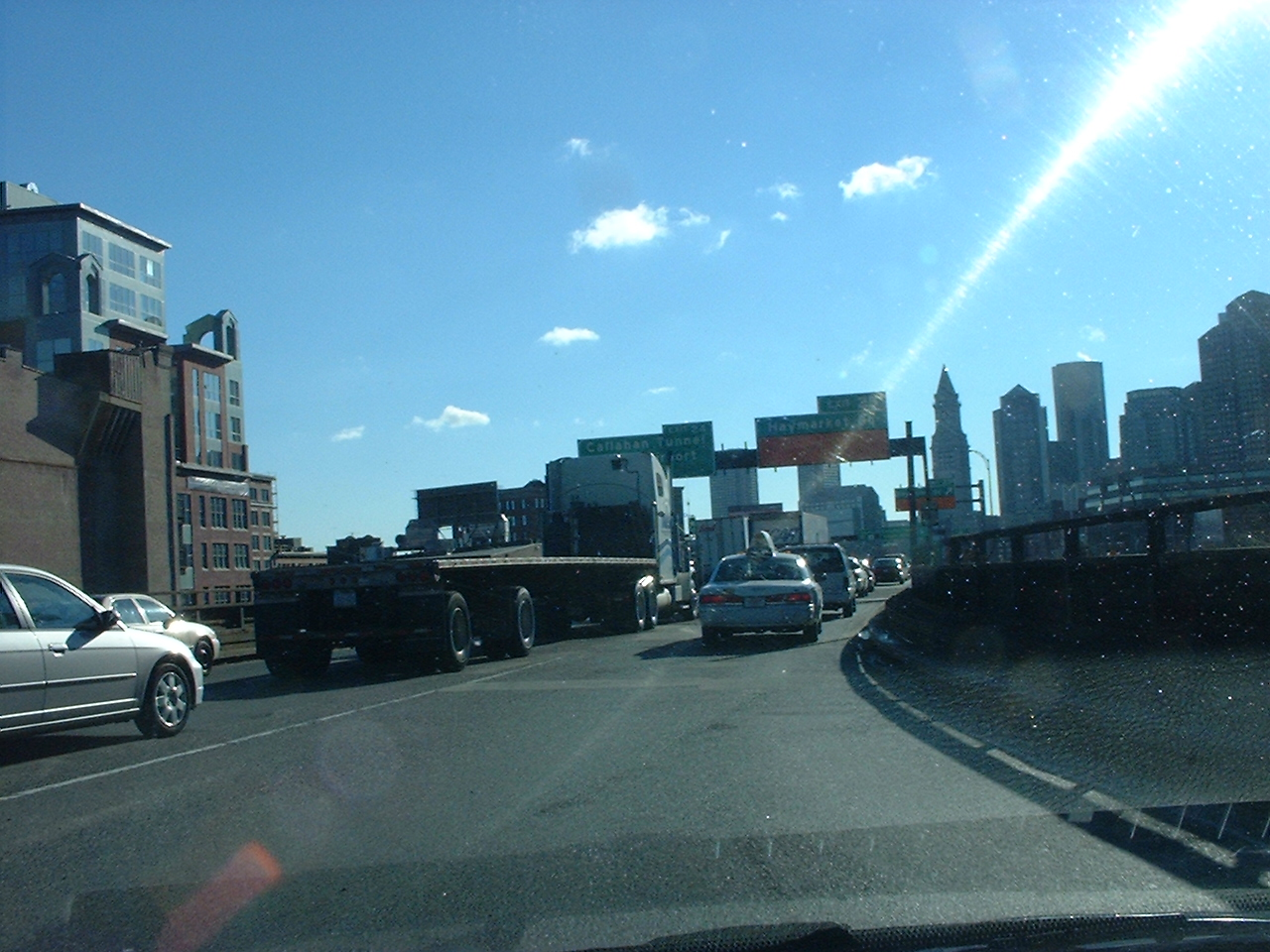
Traffico sulla vecchia, sopraelevata Arteria Centrale a mezzogiorno.

Storicamente il groviglio stradale di Boston è stato creato molto tempo prima dell'avvento dell'automobile. Alla metà del XX secolo il traffico stradale cittadino era estremamente congestionato, specialmente nel percorso Nord/Sud. Il commissario ai lavori pubblici William Callahan avanzò un piano per una via di collegamento rapida sopraelevata che venne costruita tre il 1951 ed il 1959 tra l'area del centro e la costa. L'Arteria Centrale (conosciuta come la tangenziale John F. Fitzgeral) sfollò migliaia di residenti e attività commerciali e divise fisicamente la connessione storica tra il centro, l'area dei mercati e la costa. Il governatore John Volpe si interessò negli anni cinquanta per spostare l'ultima sezione dell'Arteria Centrale sotto terra, attraverso il tunnel Dewey Square (o "Stazione Sud"), ma mentre il traffico divenne più fluido gli altri problemi rimasero.
Costruita prima che le rigorose norme sulle autostrade fossero sviluppate sotto il governo Eisenhower, la tangenziale era afflitta da curve strette, un numero eccessivo di entrate ed uscite, rampe d'entrata senza corsie d'accelerazione e un continuo aumento del numero di veicoli. Le attività commerciali locali erano in affanno, i politici richiedevano la ricucitura fra i quartieri della costa e della città, mentre i residenti volevano eliminare questo Mostro Verde. Così l'ingegnere del MIT Bill Reynolds e il futuro Segretario di stato dei Trasporti Frederick P. Salvucci programmarono di spostare l'intera tangenziale sotto terra.

### Progettazione iniziale
Il progetto venne studiato negli anni settanta dal consorzio di Boston per la pianificazione dei trasporti per rimpiazzare l'ingombrante Arteria Centrale a sei corsie. La tangenziale separava il centro cittadino dalla costa ed era strozzata dal traffico in costante aumento. I dirigenti delle imprese erano più preoccupati circa l'accesso all'aeroporto Logan e spingevano per un terzo tunnel per il porto. Nel loro secondo intervento, Michael Dukakis (governatore) e Fred Salvucci (segretario dei trasporti) proposero l'idea di portare avanti i due progetti contemporaneamente, quello delle aziende e quello della città.
La vera progettazione per l'opera iniziò nel 1982, mentre gli studi sull'impatto ambientale iniziarono nel 1983. Dopo anni di richieste per ottenere finanziamenti federali, nel 1987 vennero proposti i fondi dal Congresso, ma vennero successivamente bloccati dal presidente Ronald Reagan a causa dei suoi eccessivi costi. Quando il Congresso votò di ignorare il veto presidenziale il progetto ebbe la sua luce verde e la prima pietra venne posata nel 1991.

### Ostacoli
Oltre a queste difficoltà politiche e finanziarie, il progetto incontrò molti ostacoli ambientali e ingegneristici. L'area sotterranea del centro, attraverso la quale sarebbe stato scavato il tunnel, era in gran parte già occupata da gallerie della metropolitana da incrociare a brevissima distanza, e da diverse condutture e tubazioni che avrebbero dovuto essere sostituite o spostate. Inoltre la maggior parte dei suoli emersi attraversati dagli scavi erano stati prodotti da riempimenti effettuati in epoca recente nella espansione urbanistica, con materiali incoerenti. I lavori di scavo incontrarono diverse e inaspettate barriere geologiche e archeologiche, che andavano dai detriti delle ere glaciali alle fondazioni di case sepolte ed ai relitti di diverse navi affondate a suo tempo ed inglobate nei riempimenti dei secoli scorsi.
Il progetto ricevette l'approvazione degli enti ambientali di stato nel 1991, dopo aver soddisfatto le preoccupazioni circa il rilascio di tossine durante gli scavi e la possibilità di distruggere le tane di milioni di topi, con la conseguenza di lasciarli liberi di vagare per le strade di Boston in cerca di un nuovo riparo. Nel momento in cui le regole federali sull'ambiente furono pronte nel 1994, dopo un iter che aveva occupato alcuni anni, l'inflazione aveva aumentato di molto i costi originali del progetto.
La strada statale multicorsia doveva anche passare sotto la South Station che disponeva di 7 binari operativi e che accoglieva oltre 40,000 pendolari e 400 treni al giorno. 
Per evitare lo spostamento di molte linee durante i lavori del tunnel, come previsto originariamente, venne realizzato un intervento molto particolare, tale da permettere che il terreno incoerente ed i binari restassero in posto mentre si scavava sotto. Il suolo sottostante ai binari venne congelato mediante la circolazione di soluzioni saline refrigerate in tubi infissi. Il congelamento del suolo lo rese stabile (solido), per tutta la durata degli scavi e delle costruzioni sotterranee.
È stato il più grande progetto di tunnel pensato sotto binari ferroviari del mondo. Il congelamento del terreno ha permesso uno scavo più sicuro ed efficiente, e ha preservato l'ambiente circostante, (in superficie quasi nulla indicava la presenza di lavori sotterranei se non l'emergenza di punti congelati) in completa assenza di metodi invasivi tradizionali.
Un'altra difficoltà era rappresentata da un tunnel preesistente che attraversava il tracciato dell'autostrada sotterranea. È stato necessario scavare in sotterraneo e costruire un ponte sotterraneo in cemento armato che supportasse il peso del tunnel preesistente, sotto il quale far passare il nuovo tunnel.
La decisione progettuale di non strangolare la città con interruzioni di viabilità o ferroviarie di alcun tipo (Pressoché nessuna strada venne chiusa al traffico e non fu effettuata quasi alcuna interruzione ai servizi ferroviari di Metropolitana, o delle ferrovie urbane), pose enormi ostacoli sia per la logistica dei materiali, che per i lavori stessi. Pose limiti alla operatività dei lavori in zone esposte al rumore alle sole ore diurne, ed inoltre per transito dei mezzi di superficie in zone limitrofe sempre limitati alle ore diurne.

### Effetti
Alla apertura della nuova autostrada si è assistito alla immediata scomparsa del traffico in centro, ed all'immediato e drastico miglioramento delle condizioni fisiche ambientali: con fortissima riduzione del rumore e miglioramento della qualità dell'aria. La successiva demolizione della vecchia "Arteria Centrale" sopraelevata ha permesso il miglioramento estetico ambientale, la costituzione di spazi verdi ed inoltre il ricongiungimento del centro storico con la zona mercantile e la costa.
I materiali di risulta degli scavi portati fuori città hanno costituito base per la costruzione di collinette, con giardini, parchi, e campi da golf, a gestione semiprivata, (parte a gestione pubblica, e parte a gestione privata).